# Seznam francoskih alpinistov
Seznam francoskih alpinistov.

## B
- Jacques Balmat

## C
- Serge Coupé

## H
- Maurice Herzog (1919 – 2012)

## J
- Nicolas Jaeger

## L
- Louis Lachenal
- Jean-Christophe Lafaille

## M
- Guido Magnone
- Chantal Mauduit
- Pierre Mazeaud

## P
- Michel-Gabriel Paccard
- Marie Paradis

## R
- Gaston Rébuffat
- Marcel Rémy (1923 - 2022) (Švicar)

## T
- Lionel Terray